# Transporter 3
Transporter 3 (Le Transporteur 3) è un film del 2008 diretto da Olivier Megaton.
La pellicola è stata prodotta da Luc Besson, che, insieme a Robert Mark Kamen, ne ha curato anche la sceneggiatura. Con protagonista Jason Statham, il film è il terzo episodio della saga.

## Trama
Su una nave mercantile in mare, due lavoratori aprono un container per scoprire barili di rifiuti tossici e soccombono ai fumi mortali. Il capitano della nave, consapevole del carico, si sbarazza dei loro corpi. Nel frattempo, tornato da Miami in Costa Azzurra, Frank Martin sta pescando senza successo con il suo amico ispettore Tarconi, che riceve una telefonata su un'Audi A8 nera che ha attraversato la dogana francese ed è sfuggita alla polizia. A Odessa, il ministro dell'Agenzia ucraina per l'ambiente Leonid Tomilenko riceve una minaccia dal funzionario corrotto della Ecocorp Jonas Johnson di riaprire le trattative commerciali.
Quella notte, l'Audi si schianta contro la casa di Frank, guidata dal trasportatore ferito Malcolm Melville, a cui Frank si era rivolto quando aveva rifiutato un lavoro precedente. Mentre i paramedici portano via Malcolm, Frank scopre un passeggero sul sedile posteriore che lo avverte di non portarla via dall'auto; Frank si rende conto che i braccialetti di metallo che lei e Malcolm indossano esploderanno se saranno troppo lontani dal veicolo, ma l'ambulanza esplode, uccidendo Malcolm. Perso i sensi da uno degli scagnozzi di Johnson, Frank si sveglia indossando un braccialetto esplosivo e Johnson lo costringe a guidare un pacco e il passeggero di Malcolm, Valentina, a Budapest .
La Ecocorp, dopo aver concordato un accordo segreto con Tomilenko per consentire l'ingresso nel paese della nave piena di rifiuti tossici, gli dice di aspettarsi altre sette navi. Avendo un giorno per firmare l'accordo con Ecocorp, Tomilenko manda i suoi agenti a scoprire la destinazione di Frank dal GPS nell'auto di Malcom. Mentre Tarconi indaga sulle motivazioni di Johnson, Frank va fuori rotta per far visita al suo amico meccanico Otto. Gli uomini di Johnson arrivano per ordinare loro di rimettersi in viaggio e Frank li respinge, ma Otto non è in grado di disarmare il trasmettitore esplosivo all'interno dell'auto.
Frank raggiunge Budapest, ma uno degli uomini di Johnson ruba l'Audi con dentro Valentina. Inseguendoli in bicicletta, Frank recupera l'auto e Johnson lo reindirizza a Bucarest . Inseguito dagli agenti di Tomilenko in una Mercedes-Benz Classe E nera, Frank li fa scendere da un dirupo e si rende conto che Valentina è il vero pacco. Prendendo le chiavi della macchina, Valentina costringe Frank a spogliarsi per lei e fanno sesso. Si scopre che è la figlia di Tomilenko, che è stata drogata a Ibiza e trasportata da Malcolm affinché Johnson ricattasse suo padre.
Johnson reindirizza Frank e Valentina a Odesa, tendendo loro un'imboscata su un ponte. Valentina viene catturata e il suo braccialetto viene rimosso, mentre Frank si getta nel lago e Johnson lo lascia a morire. Sott'acqua, Frank utilizza l'aria dei pneumatici dell'auto per gonfiare un grande sacchetto di plastica, portando l'auto in superficie dove viene salvato da Tarconi e dalla polizia ucraina. Salendo su un treno con Valentina, Johnson concede a Tomilenko quindici minuti per firmare il contratto.
Frank salta con l'Audi sul treno e uccide gli uomini di Johnson, ma Johnson è troppo lontano dall'auto per poterlo raggiungere e stacca i taxi del treno. Saltando con la sua macchina sul taxi successivo, Frank sottomette Johnson e prende la sua chiave, attacca invece il braccialetto a Johnson e manda l'Audi in retromarcia. Johnson viene ucciso quando il braccialetto esplode e Frank si riunisce con Valentina. Tomilenko apprende da Tarconi che Valentina è salva e straccia i contratti della Ecocorp, mentre la nave mercantile viene perquisita dalla polizia. Frank e Tarconi tornano a pescare a Marsiglia, raggiunti da Valentina.

## Produzione
Il film è stato prodotto dalle società Europa Corp., TF1 Films Production, Grive Productions, Apipoulaï, Current Entertainment, Canal+ e CinéCinéma.

### Budget
Il budget del film è stato di circa 30 milioni di dollari.

## Distribuzione
Il film uscito negli Stati Uniti d'America il 26 novembre 2008, mentre in Italia, in televisione, il 15 marzo 2010. Da ottobre 2010 è disponibile anche in DVD e Blu-Ray.

## Accoglienza

### Incassi
La pellicola ha incassato 31715062 $ in Nordamerica e 77264487 $ nel resto del mondo, per un totale di 108979549 $.